# Egil Myklebust
Pour les articles homonymes, voir Myklebust.
Egil Myklebust, né le 9 juin 1942, est un avocat et homme d'affaires norvégien. Il est depuis 2001 président du conseil de direction de SAS Group.
Il est membre du comité de direction du groupe Bilderberg.